# توماس هلمر
توماس هلمر (به آلمانی: Thomas Helmer) بازیکن فوتبال و مدافع اهل آلمان است که از سال ۱۹۹۰ میلادی عضو تیم ملی فوتبال آلمان بوده‌است. وی در ۶۸ بازی ملی حضور داشته است و آخرین بازی ملی خود را در سال ۱۹۹۸ میلادی انجام داد. توماس هلمر در بازی‌های ملی‌اش ۵ گل به ثمر رساند.